# Malemba-Nkulu
Malemba-Nkulu est une localité chef-lieu du territoire éponyme de la province du Haut-Lomami en république démocratique du Congo.

## Géographie
La localité est située sur la route nationale 33 à 284 km au nord-est du chef-lieu provincial Kamina.

## Administration
Chef-lieu territorial de 22 664 électeurs recensés en 2018, la localité a le statut de commune rurale de moins de 80 000 électeurs, elle compte 7 conseillers municipaux en 2019.

## Population
Le recensement date de 1984, l'accroissement annuel est estimé à 3,89,.
| 1984 | 2004   | 2012   |
| ---- | ------ | ------ |
| -    | 25 430 | 29 970 |